# 亡者捲軸

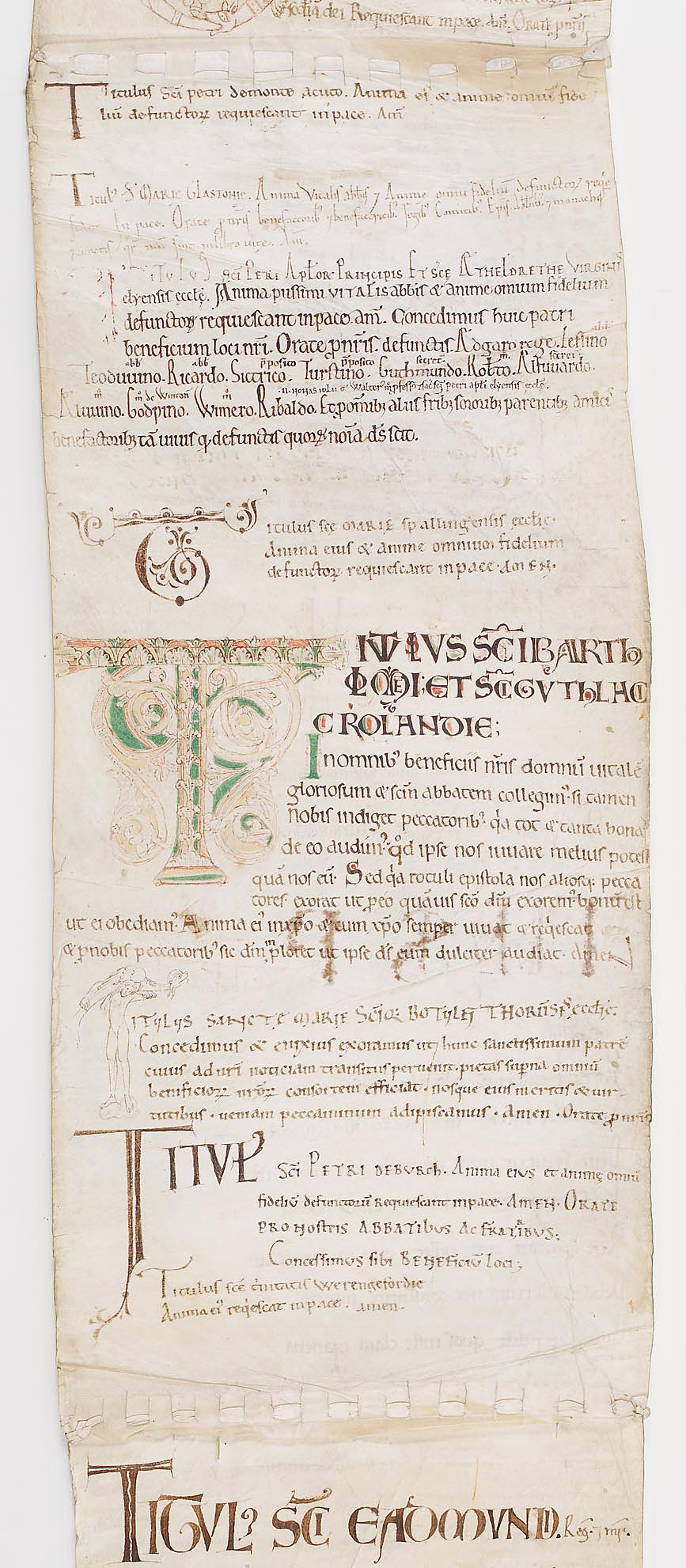
Vital de Savigny的亡者捲軸，法國國家檔案館，巴黎

在中世紀，亡者捲軸（拉丁語：rotulae mortuorum）指的是在一名神職人員去世後，傳遞在修道院之間的羊皮紙。 捲軸所經過的修道院會為其增添幾行向已逝的神職人員致意的文本，如若沒有餘下的空間，他們甚至會使用另一張羊皮紙。 許多長達數尺、收集到數十間教堂文字的捲軸因而形成。這個傳統在中世紀結束之前很常見，它鞏固了各個教會之間的聯繫。